# Letov Š-16

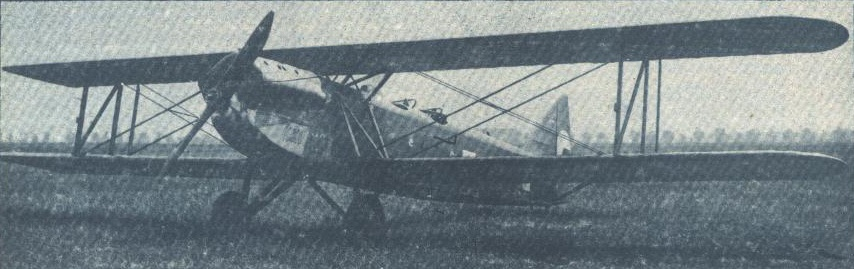
Letov Š-116

De Letov Š-16 is een Tsjechoslowaaks dubbelzits dubbeldekker lichte bommenwerper gebouwd door Letov. De Š-16 is ontworpen door ingenieur Alois Šmolík en is in de grote lijnen gebaseerd op de Š-6. Het toestel vloog voor het eerst in 1926. De Š-16 is volledig uit metaal gebouwd, dat met doek is overspannen. Op 13 oktober 1927 vloog Alois Jezek, de Chefpiloot van Letov, met een Š-16L de route Praag-Benátky-Říp-Praag een record over 500 km met een lading van 1 000 kg met een gemiddelde snelheid van 230,929 km/h. Van alle types zijn er in totaal meer dan 165 stuks gebouwd.

## Versies
- Š-16: Verkennings en bommenwerper versie
- Š-16B: Bommenwerper versie, als Š-16T geëxporteerd naar Turkije
- Š-16J: Export versie voor Joegoslavië
- Š-16L: Export versie voor Letland, aangedreven met een Hispano-Suiza motor
- Š-116: 1928, aangedreven met een Škoda L
- Š-216: 1928, aangedreven met een door Walter gebouwde Bristol Jupiter stermotor
- Š-316: 1929, aangedreven met een Hispano-Suiza 12N
- Š-416: 1931, aangedreven met een Breitfeld & Daněk BD-500
- Š-516: 1930, aangedreven met een Isotta-Franschini Asso
- Š-616: 1930, aangedreven met een Hispano-Suiza 12Nbr, 4-bladige propeller
- Š-716: 1932, aangedreven met een Škoda L
- Š-816: 1932, aangedreven met een Praga ES
- Š-916: aangedreven met een Lorraine-Dietrich

## Specificaties (Š-16)
- Bemanning: 2
- Lengte: 10,22 m
- Spanwijdte: 15,30 m
- Hoogte: 3,23 m
- Vleugeloppervlak: 46,40 m2
- Leeggewicht: 1 400 kg
- Startgewicht: 2 280 kg

Letov Š-16

- Motor: 1× Lorraine Dietrich W12, 331 kW (450 pk)
- Maximumsnelheid: 230 km/h
- Vliegbereik: 900 km
- Plafond: 6 500 m
- Bewapening:
  - 1× vooruit vurende 7,7 mm Vickers machinegeweer
  - 2× 7,7 mm Lewis machinegeweren in flexibele houder
  - 2× 300 kg bommen

## Gebruikers
- Joegoslavië – 1 Š-16J
- Letland – 22 Š-16L’s
- Tsjechoslowakije – 116 Š-16 en Š-16B’s en 10 Š-616’s
- Turkije – 16 Š-16T’s vanaf 1929